# 少年宮駅
少年宮駅（しょうねんきゅう-えき）は中華人民共和国深圳市福田区に位置する3号線（竜崗線）及び4号線（竜華線）の駅。

## 駅構造
- 相対式ホーム2面2線を有する地下駅。開業当初からホームドアを設置。

| 4号線（竜華線）ホーム (B3F) | 相対式ホーム               |
| 4号線（竜華線）ホーム (B3F) | ←■4号線（竜華線） 清湖方面 |
| 4号線（竜華線）ホーム (B3F) | ■4号線（竜華線） 福田口岸→ |
| 4号線（竜華線）ホーム (B3F) | 相対式ホーム               |
| 3号線（竜崗線）ホーム (B4F) | ←■3号線（竜崗線） 益田方面 |
| 3号線（竜崗線）ホーム (B4F) | 島式ホーム                 |
| 3号線（竜崗線）ホーム (B4F) | ■3号線（竜崗線） 双竜方面→ |

| コンコース | ホーム |

## 駅周辺
音楽ホール、図書館がある文教エリアである。
- 少年宮 - プラネタリウム等がある児童向け施設
- 深圳書城中心城
- 蓮花山公園

## 歴史
- 2004年12月28日 - 4号線（竜華線）開業
- 2011年6月22日 - 3号線（竜崗線）開業

## 隣の駅
深圳地下鉄
■3号線（竜崗線）
蓮花村駅 - 少年宮駅 - 福田駅
■4号線（竜華線）
蓮花北駅 - 少年宮駅 - 市民中心駅